# Point-to-Point Tunneling Protocol
Point to Point Tunneling Protocol (afgekort PPTP) is een protocol dat gebruikt wordt binnen een VPN (Virtual Private Network). Hierbij wordt een verbinding gemaakt via het internet tussen twee LAN's (Local Area Network) of tussen een pc op het internet en een LAN. Er wordt als het ware een tunnel door het internet gecreëerd waardoor veilig informatie verzonden kan worden. Meestal dient een computer in het ene netwerk als server en de andere als client.
PPTP is een protocol dat vooral door Microsoft sterk gepromoot werd. Het is eigenlijk een uitbreiding van het Point to Point Protocol (afgekort PPP). Dit protocol wordt gebruikt om 2 computers met elkaar te verbinden via modems. PPTP gebruikt bijvoorbeeld de authenticatie van PPP. PPTP is beschreven in RFC 2637 .
PPTP bestaat uit de volgende onderdelen:
- een deel dat zorgt voor de authenticatie van de gebruiker (gebruikersnaam en wachtwoord), overgenomen van PPP (MS-CHAP of MS-CHAP v2).
- een deel dat zorgt voor het instellen van de Layer 3-protocollen (TCP/IP, NetBIOS), overgenomen van PPP.
- de eigenlijke tunnel. Deze tunnel is een GRE-tunnel.
- eventueel encryptie. Deze encryptie is MPPE, en kan 40, 56 of 128 bit sterk zijn. MPPE is een Microsoft-protocol.
- eventueel compressie. Deze compressie is MPPC.

Als er een PPTP-verbinding wordt opgezet, dan gebeurt dit over TCP-poort 1723. Deze poort wordt gebruikt voor authenticatie, uitwisselen van gegevens voor de encryptie en dergelijke. De tunnel zelf is zoals gezegd een GRE-tunnel. GRE wordt aangegeven als protocol 47.
PPTP is eenvoudig te implementeren, en er bestaan servers en clients voor verschillende OS-en (Windows, Mac OS, Linux). De beveiliging van PPTP, en dan vooral de MPPE-encryptie laat echter te wensen over. Ook kan het lastig zijn een GRE tunnel door een NAT router te maken.